# Abú Hafs Umar al-Murtada

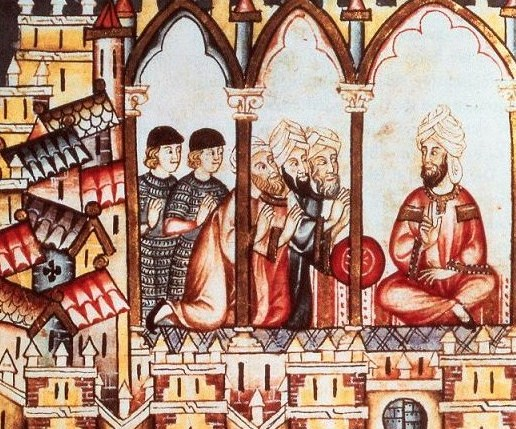
Al-Murtada recibiendo a unos embajadores de Castilla

Abú Hafs Umar al-Murtada (en árabe: أبو حفص المرتضى عمر بن أبي إبراهيم اسحاق بن يوسف بن عبد المؤمن‎; ?-1266) fue califa almohade de Marrakech desde el 1248 hasta su muerte. Al-Murtada era hijo de Abu Ibrahim Ishaq 'al-Tahir' que a su vez era uno de los hijos del califa Abu Yaacub Yúsuf (1163-1184).  

## Reinado
Sucedió en el trono almohade a Abú ul-Hasán as-Saíd al-Mutádid en el 1248. El territorio almohade estaba para entonces reducido a la región de Marrakech. Tenía incluso que pagar tributo a los benimerines para poder permanecer en esta ciudad. Su primo segundo, Abú al-Ula al-Wáthiq Idrís Abú ad-Dabús, lo derrocó y se hizo proclamar califa en 1266, año en que falleció Abú Hafs.
Tuvo tres visires durante su reinado:
- Abú Muhámmad ibn Yunus (1248-1249) (أبو محمد بن يونس);
- Abú Zaid ibn Ya‘nú al-Kumi (1249-1266) (أبو زيد بن يعلو الكومي); y
- Abú Musa ibn Azuz (1249-1266) (أبو موسى بن عزوز الهنتاتي)